# Ljusnaren
Ljusnaren är en sjö i Ljusnarsbergs kommun i Västmanland och ingår i Norrströms huvudavrinningsområde. Sjön har en area på 9,6 kvadratkilometer och ligger 163 meter över havet. Sjön har ett medeldjup på 6.7 meter och ett maxdjup på 47 meter. Sjön avvattnas av vattendraget Rällsälven (Nittälven).

## Delavrinningsområde
Ljusnaren ingår i det delavrinningsområde (663583-145379) som SMHI kallar för Utloppet av Ljusnaren. Medelhöjden är 196 meter över havet och ytan är 37,15 kvadratkilometer. Räknas de 10 avrinningsområdena uppströms in blir den ackumulerade arean 290,79 kvadratkilometer. Rällsälven (Nittälven) som avvattnar avrinningsområdet har biflödesordning 3, vilket innebär att vattnet flödar genom totalt 3 vattendrag innan det når havet efter 254 kilometer. Avrinningsområdet består mestadels av skog (65 procent). Avrinningsområdet har 9,86 kvadratkilometer vattenytor vilket ger det en sjöprocent på 26,5 procent.